# Колычево (Смоленская область)
Колычёво — деревня в Смоленской области России, в Починковском районе. Расположена в центральной части области в 14,5 км к северо-западу от Починка, в 3 км к западу от автодороги А141 Орёл — Витебск, на левом берегу реки Сож. Население — 68 человек (2007 год). Входит в состав Мурыгинского сельского поселения.

## История
В XVIII—XIX веках в деревне жил учёный-эволюционист Афанасий Каверзнев.

## Достопримечательности

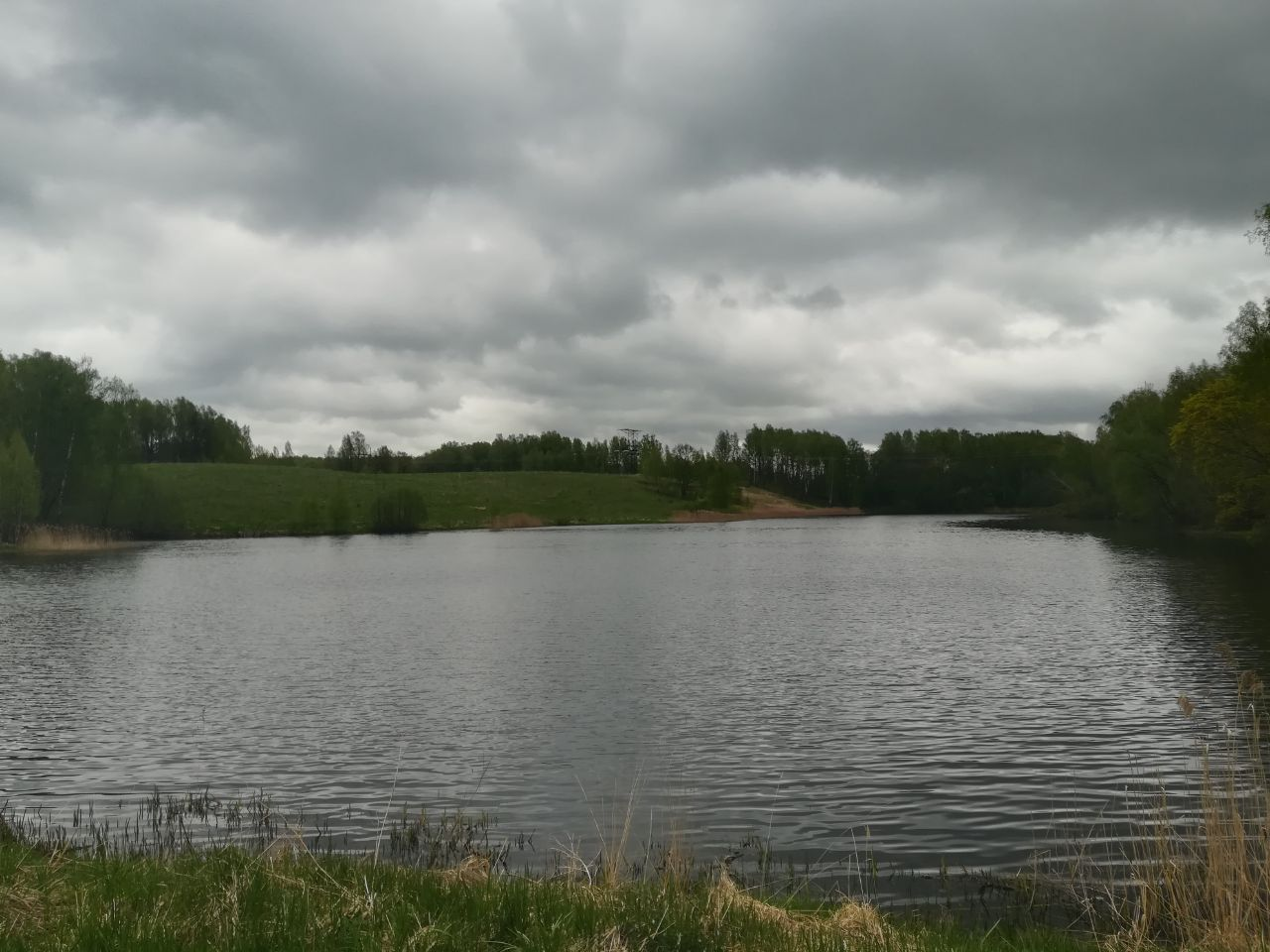
Озеро Здоровец

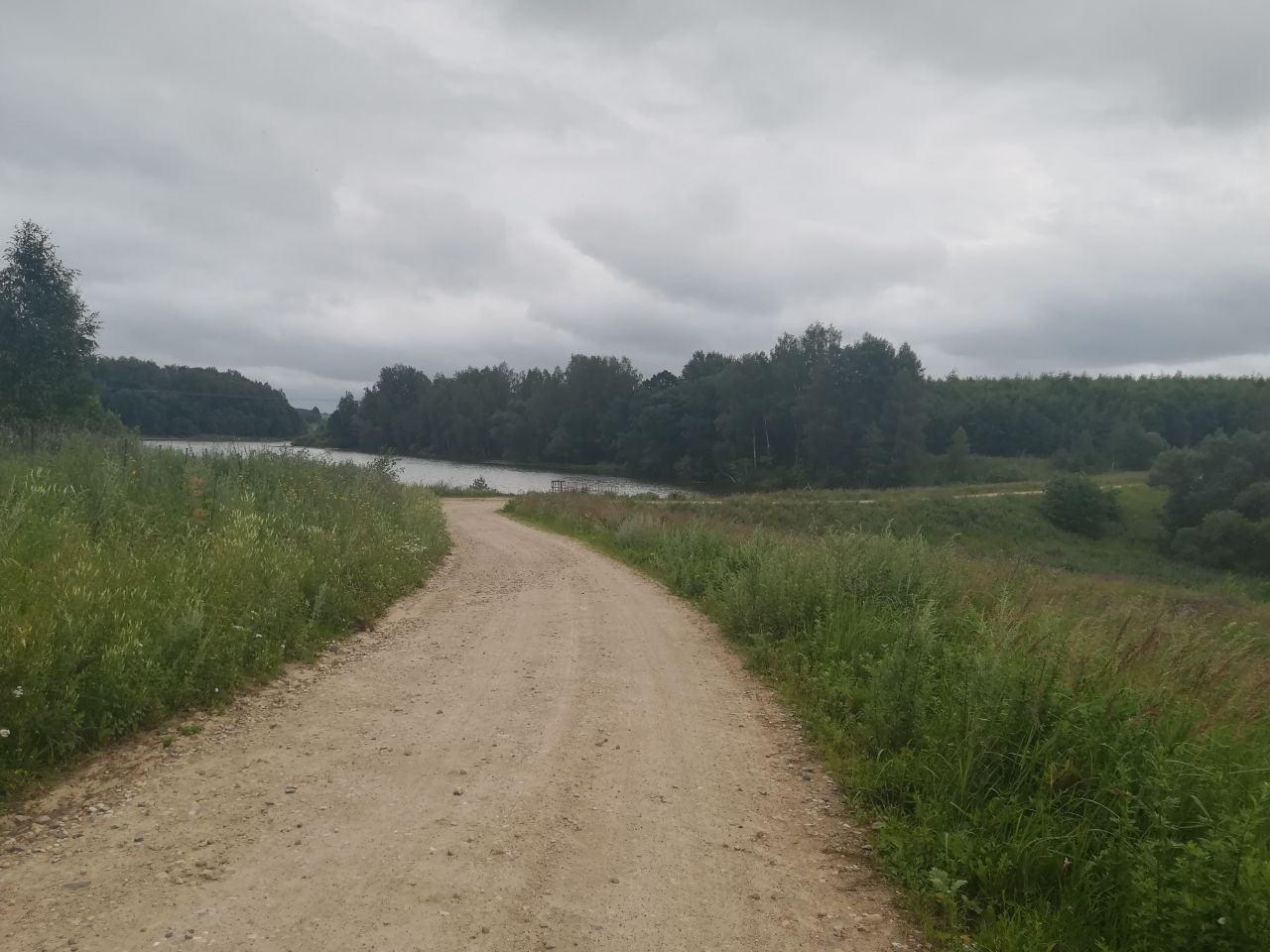
Дорога к озеру

- Памятники археологии: древнее городище днепро-двинских племен раннего железного века (относится к 1-му тысячелетию до н. э.) в 1 км к востоку от деревни, северо-западнее городища расположено селище XII-XIII веков.